# Cylindromyia sydneyensis
Cylindromyia sydneyensis là một loài ruồi trong họ Tachinidae.